# Нем
Нем (на руски: Нем) е река в Република Коми на Русия, ляв приток на Вичегда (десен приток на Северна Двина). Дължина 260 km. Площ на водосборния басейн 4230 km².
Река Нем води началото си от блатисти местности, на 183 m н.в., в крайните южни разклонение на Тиманското възвишение и тече през югоизточните части на Република Коми. Първите 100 km, до устието на река Средна Ловпуа тече в южна посока, следващите 115 km, до устието на река Ън на запад и последните 46 km на северозапад, като пресича в дълбока и тясна долина Немското възвишение (периферно възвишение на Тиманското възвишение. Влива се отляво в река Вичегда (десен приток на Северна Двина), при нейния 785 km, на 107 m н.в., срещу село Уст Нем, разположено на десния бряг на Вичегда. Основни притоци – леви Кукю (101 km) и Ън (114 km). Има смесено подхранване с преобладаване на снежното. Среден годишен отток на 16 km от устието 37,3 m³/s. Замръзва през ноември, а се размразява през май. По течението на Нем са разположени само две постоянни населени места – селата Белоборок и Краснояр.